# Comanthus
Genre
Comanthus est un genre de crinoïde de la famille des Comasteridae (ordre des Comatulida).

## Description et caractéristiques
Ces comatules ont jusqu'à 75 bras, et une bouche excentrée à la maturité. Le centrodorsal est circulaire à pentagonal, portant une rangée de cirrhes clairsemée ou pas du tout. Les pinnules orales portent des dents formant un peigne. 
Ce genre est répandu dans les océans Indien et Pacifique. 

Spécimen de Comanthus wahlbergii, face orale.
Face aborale.
Comanthus parvicirrus

## Liste des espèces
Selon World Register of Marine Species (14 avril 2015) :
- Comanthus briareus (Bell, 1882) -- Pacifique ouest (6-620 m de profondeur)
- Comanthus delicata (AH Clark, 1909) -- Pacifique ouest
- Comanthus gisleni Rowe, Hoggett, Birtles & Vail, 1986 -- Indo-Pacifique tropical (0-32 m de profondeur)
- Comanthus imbricatus (AH Clark, 1908) -- Japon (0-100 m de profondeur)
- Comanthus kumi Fujita & Obuchi, 2012 -- Japon
- Comanthus novaezealandiae AH Clark, 1931 -- Nouvelle-Zélande
- Comanthus parvicirrus (Müller, 1841) -- Indo-Pacifique tropical (0-28 m de profondeur)
- Comanthus suavia Rowe, Hoggett, Birtles & Vail, 1986 -- Indo-Pacifique tropical (3-20 m de profondeur)
- Comanthus taviana (AH Clark, 1911) -- Région indonésienne
- Comanthus wahlbergii (Müller, 1843) -- Indo-Pacifique tropical (1-100 m de profondeur)
- Comanthus weberi (AH Clark, 1912) -- Indonésie

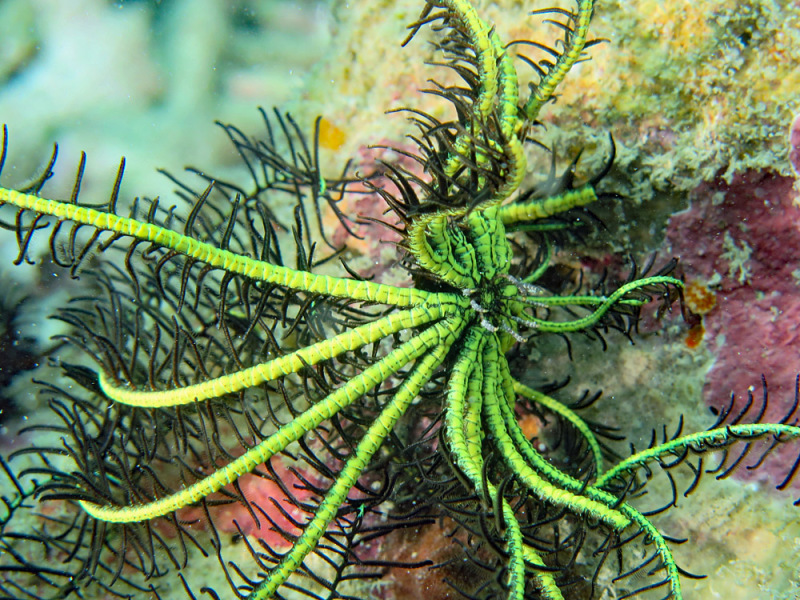
Comanthus gisleni
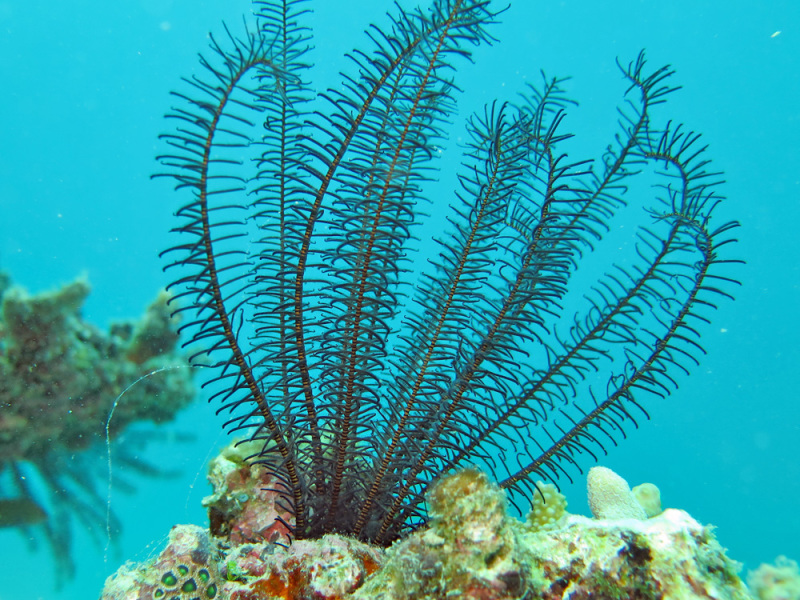
Comanthus parvicirrus
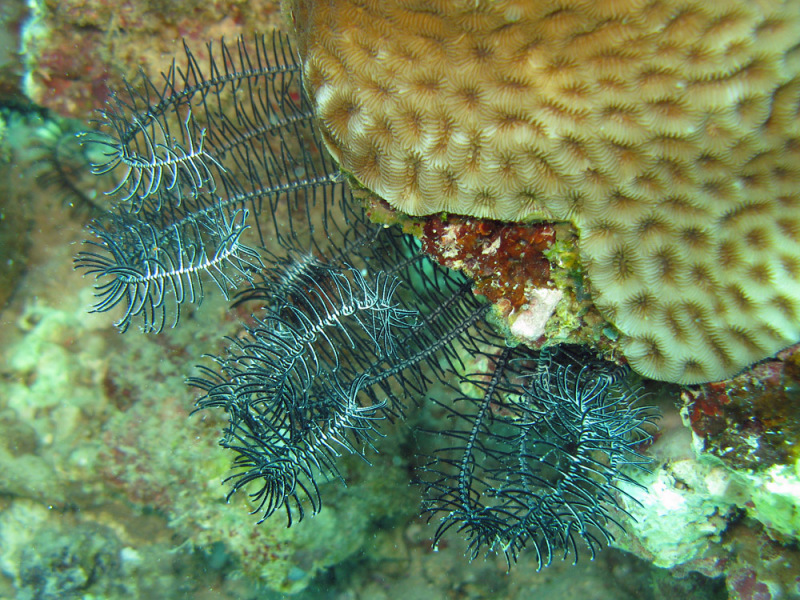
Comanthus suavia
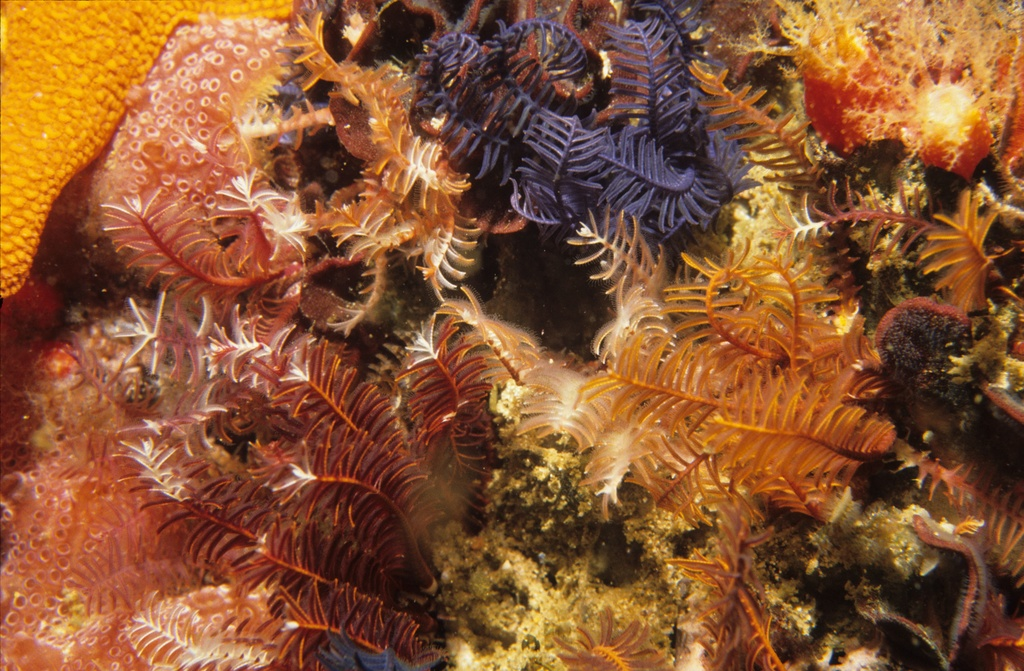
Comanthus wahlbergi